# Antaniri
Antaniri (Unconino), jedna od skupina Arawakan Indijanaca nekad nastanjenih podno Anda u džunglama istočnog Perua. Prema jednoj klasifikaciji zbog svog položaja klasificirani su uz još nekoliko plemena jezičnoj skupini Pre-Andine Arawakan, te su srodni Campama, odnosno naziv obuhvaća divlje Campa Indijance (Tessmann (1930), koje je Navarro (1924) nazivao Unconino, što je grugo ime za njih.
Yntaniri su jedina od Campa skupina koji nisu imali tkalačkog stana niti su tkali pamuk.